# 伊豆市立土肥小学校
伊豆市立土肥小学校（いずしりつ といしょうがっこう）は、静岡県伊豆市土肥にあった公立小学校。

## 沿革
前身である「旧土肥小学校」や「旧土肥南小学校」の沿革を含む。
- 1873年（明治6年） - 足柄県布達を以て学制附則を頌布。「48番小学区巴江学舎第3支校」（通港学舎）を土肥神社庁屋に、同じく「～第2支校」（松嶺学舎）を小土肥神社庁屋に設ける[1]。
- 1879年（明治12年） - 通港学舎を「通港学校」と改称[1]。

する。
- 1880年（明治13年） - 松嶺学舎を「土肥学舎」と改称[1]。
- 1887年（明治20年） - 「土肥学校」と改称する[1]。
- 1889年（明治22年） - 「土肥尋常小学校」となる[1]。
- 1892年（明治25年） - 「土肥尋常高等小学校」（尋常科4年・高等科2年）と改称[1]。
- 1941年（昭和16年） - 「土肥町立国民学校」と改称[1]。
- 1947年（昭和22年） - 「土肥町立土肥小学校」と改称[1]。
- 1973年（昭和48年） - 開校100周年記念事業を実施[1]。
- 1978年（昭和53年） - 「土肥町立土肥南小学校」開校[2]。
- 2004年（平成16年）4月 - 町村合併に伴い「伊豆市立土肥小学校」「伊豆市立土肥南小学校」に改称[1][2]。
- 2010年（平成22年）4月 - 両校を統合し、新生「伊豆市立土肥小学校」発足。
- 2018年（平成30年）3月 - 「伊豆市立土肥小学校」閉校。
- 2018年（平成30年）4月1日 - 伊豆市立土肥小学校と伊豆市立土肥中学校とを統合し伊豆市立土肥小中一貫校（義務教育学校）開校[3]。